# ويليام أندرياس براون
ويليام أندرياس براون (بالإنجليزية: William Andreas Brown)‏ هو دبلوماسي أمريكي، ولد في 7 سبتمبر 1930 في وينتشتر ‏ في الولايات المتحدة.

## وصلات خارجية
- ويليام أندرياس براون على موقع إن إن دي بي (الإنجليزية)